# Снов (заказник)
Снов — гідрологічний заказник місцевого значення в Україні. Розташований у межах Корюківського району Чернігівської області, на північ від міста Сновськ (між селами: Клюси, Гірськ, Піщанка, Жовідь, Нові Боровичі, Старі Боровичі, Гвоздиківка, а також: Єліне, Безуглівка, Загребельна Слобода). 
Площа 7486 га. Оголошений рішенням Чернігівської обласної ради від 21.03.1995 року. Перебуває у віданні місцевих сільських рад. 
Чернігівський окружний адміністративний суд у 2022 році задовольнив у повному обсязі позовні вимоги прокурора до Сновської міської ради про визнання бездіяльності протиправною та зобов’язання забезпечити організацію проведення робіт із винесення меж гідрологічного заказника місцевого значення «Снов» загальною площею 7486 га та закріплення їх в натурі (на місцевості). 
Створений з метою охорони та збереження у природному стані типового для Полісся болотного масиву в заплаві річки Снов та у пригирловій частині правої притоки Снові — річки Цята. Масив є регулятором водного режиму території.